# سفين فاث
سفسن فاث (Sven Väth) من مواليد 26 أكتوبر 1964.هو دي جي و منتج أسطوانات ألماني فائز بجوائز الدي جي (بالإنجليزية: Dj awards)‏ ثلاث مرات .

## روابط خارجية
- سفين فاث على موقع IMDb (الإنجليزية)
- سفين فاث على موقع مونزينجر (الألمانية)
- سفين فاث على موقع ميوزك برينز (الإنجليزية)
- سفين فاث على موقع إن إن دي بي (الإنجليزية)
- سفين فاث على موقع أول ميوزيك (الإنجليزية)
- سفين فاث على موقع ديسكوغز (الإنجليزية)
- سفين فاث على موقع قاعدة بيانات الفيلم (الإنجليزية)